# Arvid Spångberg
Arvid Fredrik "Sparven" Spångberg, född 3 mars 1890 i Stockholm, död 11 maj 1959 i New York, var en svensk simhoppare. Han blev olympisk bronsmedaljör i varierande hopp i London 1908.